# L'Àliga (el Pinell de Brai)
L'Àliga és una muntanya de 382 metres que es troba al municipi del Pinell de Brai, a la comarca de la Terra Alta.
Al cim podem trobar-hi un vèrtex geodèsic (referència 250143001).
Aquest cim està inclòs al llistat dels 100 cims de la FEEC